# 杜謐
杜謐（？—？），字寧庵，號曉湘，四川遵義（今貴州）人，清朝政治人物，同進士出身。
雍正二年（1724年）四川鄉試第一名舉人（解元），雍正十一年（1733年）登癸丑科進士，选翰林院庶吉士，散館授檢討，官至吏部郎中。